# Машкаров, Александр Валерьевич
Александр Валерьевич Машкаров (бел. Аляксандр Валер'евіч Машкаров, 14 июня 1963, ст. Можеевка, Оршанский район, Витебская область, Белорусская ССР, СССР) — белорусский государственный деятель. Депутат Палаты представителей Национального собрания VII созыва (с 2019 года).

## Биография
Родился Александр 14 июня 1963 года на станции Можеевка, что находится в Оршанском районе Витебской области. Окончил Мозырский государственный педагогический институт имени Надежды Крупской по специальности «Общетехнические дисциплины с дополнительной специальностью физика».
Работал  учителем трудов, занимался перепродажей автомобилей из Европы, заместителем директора средней школы № 51 г. Гомеля. До становления депутатом работал директором в 69 средней школе г. Гомеля.
Избирался депутатом Гомельского областного Совета депутатов 27-го и 28-го созывов.
Был избран депутатом Палаты представителей Национального собрания Белоруссии VII созыва. Округ: Гомельский-Промышленный № 35. Помощник депутата: Валентина Владимировна Баева.
Проживает в Гомеле.

## Депутат Палаты представителей

### VII созыв (с 6 декабря 2019)
Во время функционирования Палаты представителей VII созыва является членом Постоянной комиссии по экономической политике.
Законопроекты:
- «Об изменении законов по вопросам контрольной (надзорной) деятельности».

## Выборы
| Кандидат                    | Кандидат                           | Субъект выдвижения                            | Голосов | %     |
| --------------------------- | ---------------------------------- | --------------------------------------------- | ------- | ----- |
|                             | Машкаров Александр Валерьевич      | Беспартийный                                  | 26 465  | 52,84 |
|                             | Сыромятникова Анжелина Анатольевна | Республиканская партия труда и справедливости | 19 265  | 38,47 |
|                             | Дороненков Сергей Михайлович       | Либерально-демократическая партия             | 1 518   | 3,03  |
|                             | Бусел Фёдор Александрович          | Беспартийный                                  | 1 501   | 3,0   |
|                             | Панкратов Валерий Евгеньевич       | Белорусская партия левых «Справедливый мир»   | 514     | 1,03  |
|                             | Гришанович Егор Сергеевич          | Объединённая гражданская партия               | 303     | 0,61  |
| Против всех                 | Против всех                        | Против всех                                   | 452     |       |
| Недействительных бюллетеней | Недействительных бюллетеней        | Недействительных бюллетеней                   | 64      |       |
| Всего                       | Всего                              | Всего                                         | 66 273  | 100   |
| Явка избирателей            | Явка избирателей                   | Явка избирателей                              | 50 082  | 75,57 |

## Награды
- Нагрудной знак Министерства образования «Выдатнік адукацыі»[2].

## Личная жизнь
Женат, воспитывает дочь.